# Едоардо Катто
Едоардо Катто (італ. Edoardo Catto, 29 березня 1900, Генуя — 27 листопада 1963, Генуя) — італійський футболіст, що грав на позиції нападника за генуезькі «Серенітас Дженова» та «Дженоа», а також національну збірну Італії.

## Клубна кар'єра
Народився 29 березня 1900 року в місті Генуя. Вихованець футбольної школи клубу «Санта Маргерита».
У дорослому футболі дебютував 1919 року виступами за команду «Серенітас Дженова», в якій провів два сезони. 
1921 року перейшов до «Дженоа», за який відіграв наступні вісім сезонів. Більшість часу, проведеного у складі «Дженоа», був основним гравцем атакувальної ланки команди і одним з головних її бомбардирів, маючи середню результативність на рівні 0,48 гола за гру першості. В сезонах 1922/23 і 1923/24 здобував титул чемпіона Італії. Завершив професійну кар'єру футболіста виступами за «Дженоа» у 1929 році.

## Виступи за збірну
1924 року провів свою єдину офіційну гру у складі національної збірної Італії.
Помер 27 листопада 1963 року на 64-му році життя в рідній Генуї.
| Дата       | Місто | Господарі | Результат | Гості   | Турнір           | Голи | Примітки |
| ---------- | ----- | --------- | --------- | ------- | ---------------- | ---- | -------- |
| 09/03/1924 | Мілан | Італія    | 0 – 0     | Іспанія | товариський матч | 0    |          |
| Усього     |       | Матчів    | 1         |         | Голів            | 0    |          |

## Титули і досягнення
- Чемпіон Італії (2):

«Дженоа»: 1922-1923, 1923-1924